# Beitbridge
Beitbridge est une ville du Zimbabwe située dans la province du Matabeleland méridional. Sa population est estimée à 29 557 habitants en 2007.
La ville fut fondée en 1929 en Rhodésie du Sud lors de la construction du pont routier et ferroviaire Alfred Beit, qui enjambe le fleuve Limpopo et relie aujourd'hui les États d'Afrique du Sud et du Zimbabwe. Baptisée en référence au pont, la ville se situe à environ 1 km au nord du fleuve Limpopo.

## Galerie

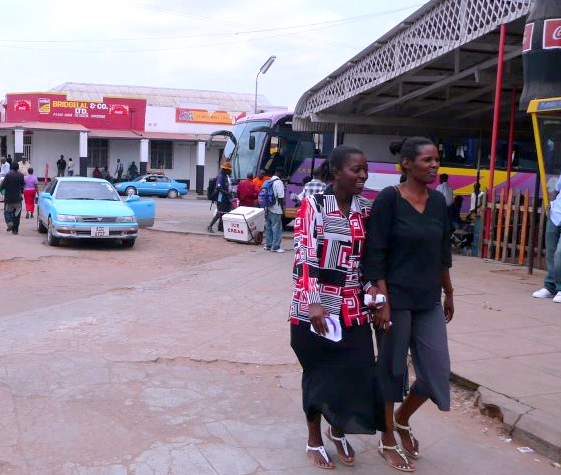
Passantes dans une rue de Beitbridge (2006)
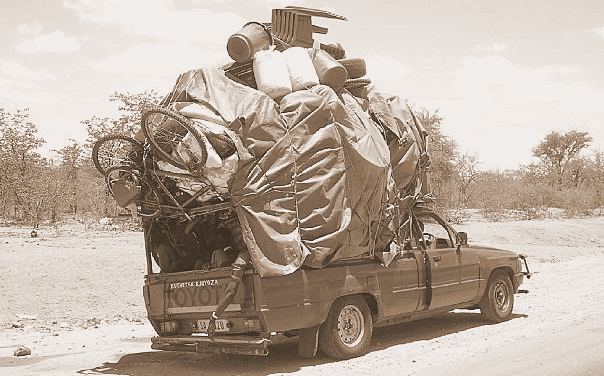
Un véhicule lourdement chargé sur l'autoroute A1 qui relie Beitbridge et Masvingo (2006)

## Source
- (en) Cet article est partiellement ou en totalité issu de l’article de Wikipédia en anglais intitulé « Beitbridge » (voir la liste des auteurs).